# 星川開聖
星川 開聖（ほしかわ かいせい、2004年11月19日 - ）は、栃木県宇都宮市出身のプロバスケットボール選手。B.LEAGUEの宇都宮ブレックスに所属している。ポジションはスモールフォワード。兄は同じくバスケットボール選手の星川堅信。

## 経歴
筑波大学在学中の2025年1月9日に大学を中退し、プロ契約の特別指定選手として宇都宮ブレックスへ加入した。